# در خدمت سارا
در خدمت سارا (به انگلیسی: Serving Sara) فیلمی محصول سال ۲۰۰۲ و به کارگردانی رجینالد هادلین است. در این فیلم بازیگرانی همچون متیو پری، الیزابت هارلی، بروس کمپبل، ایمی آدامز، وینسنت پاستوره، سدریک اینترتینر، تری کروس، جری استیلر، مارشال بل، جو ویترلی ایفای نقش کرده‌اند.